# Aichi Loop Railway
La Aichi Loop Railway Co.,Ltd (愛知環状鉄道株式会社, Aichi Kanjō Tetsudō Kabushiki-gaisha), également appelée Aikan (愛環), est une compagnie de transport de passagers qui exploite une ligne de chemin de fer dans la préfecture d'Aichi au Japon. La compagnie a également des activités dans les assurances, l'immobilier et les agences de voyages.

## Histoire
La compagnie a été fondée le 19 septembre 1986.

## Ligne
Le réseau de la compagnie de compose d'une seule ligne :
| Ligne            | Nom japonais   | Terminus         | Longueur (km) | Gares |
| ---------------- | -------------- | ---------------- | ------------- | ----- |
| Ligne Aichi Loop | 愛知環状鉄道線 | Okazaki - Kōzōji | 45,3          | 23    |

## Matériel roulant

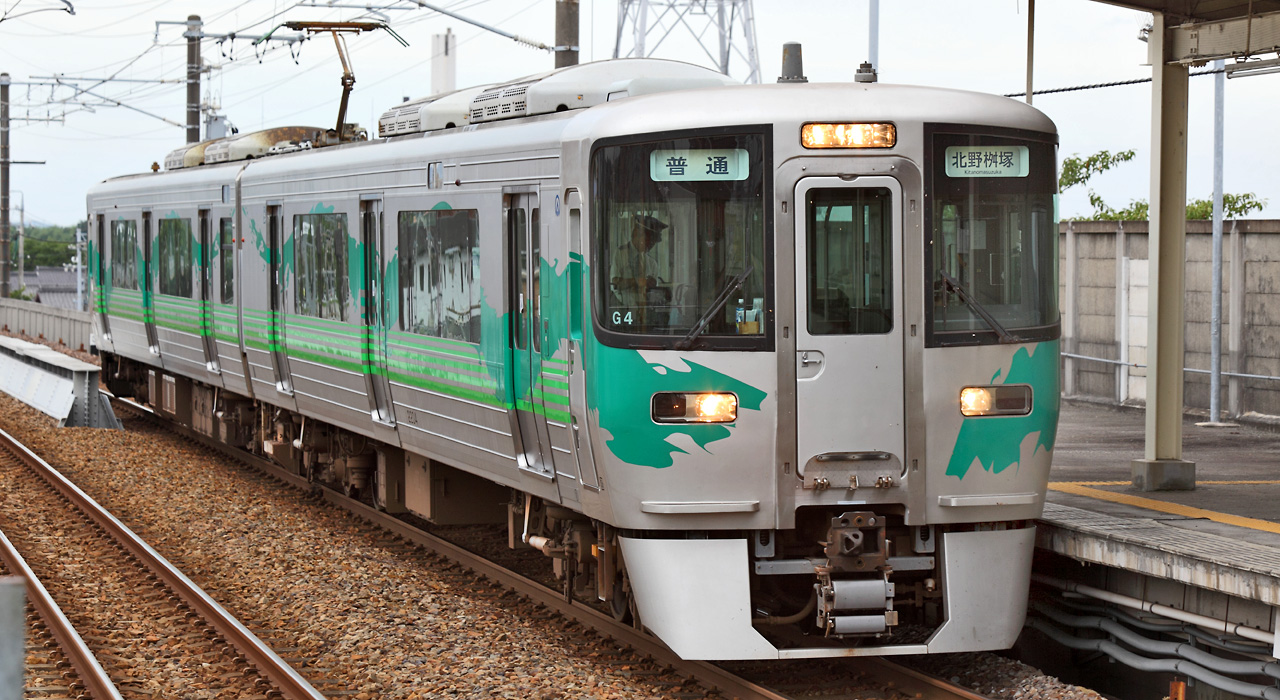
Série 2000